# تریاس میانه
| سامانه  | ردیف  | اشکوب      | سن (میلیون سال) |
| ------- | ----- | ---------- | --------------- |
| ژوراسیک | پیشین | هتانجین    | → پس از آن      |
| تریاس   | پسین  | راتین      | ۲۰۱٫۳–۲۰۸٫۵     |
| تریاس   | پسین  | نورین      | ۲۰۸٫۵–۲۲۸       |
| تریاس   | پسین  | کارنین     | ۲۲۸–۲۳۵         |
| تریاس   | میانه | لادینین    | ۲۴۲–۲۳۵         |
| تریاس   | میانه | آنیسین     | ۲۴۲–۲۴۷٫۲       |
| تریاس   | پیشین | اولنکین    | ۲۴۷٫۲–۲۵۱٫۲     |
| تریاس   | پیشین | ایندون     | ۲۵۱٫۲–۲۵۲٫۲     |
| پرمین   | پرمین | چانگسینگین | → پیش از آن     |

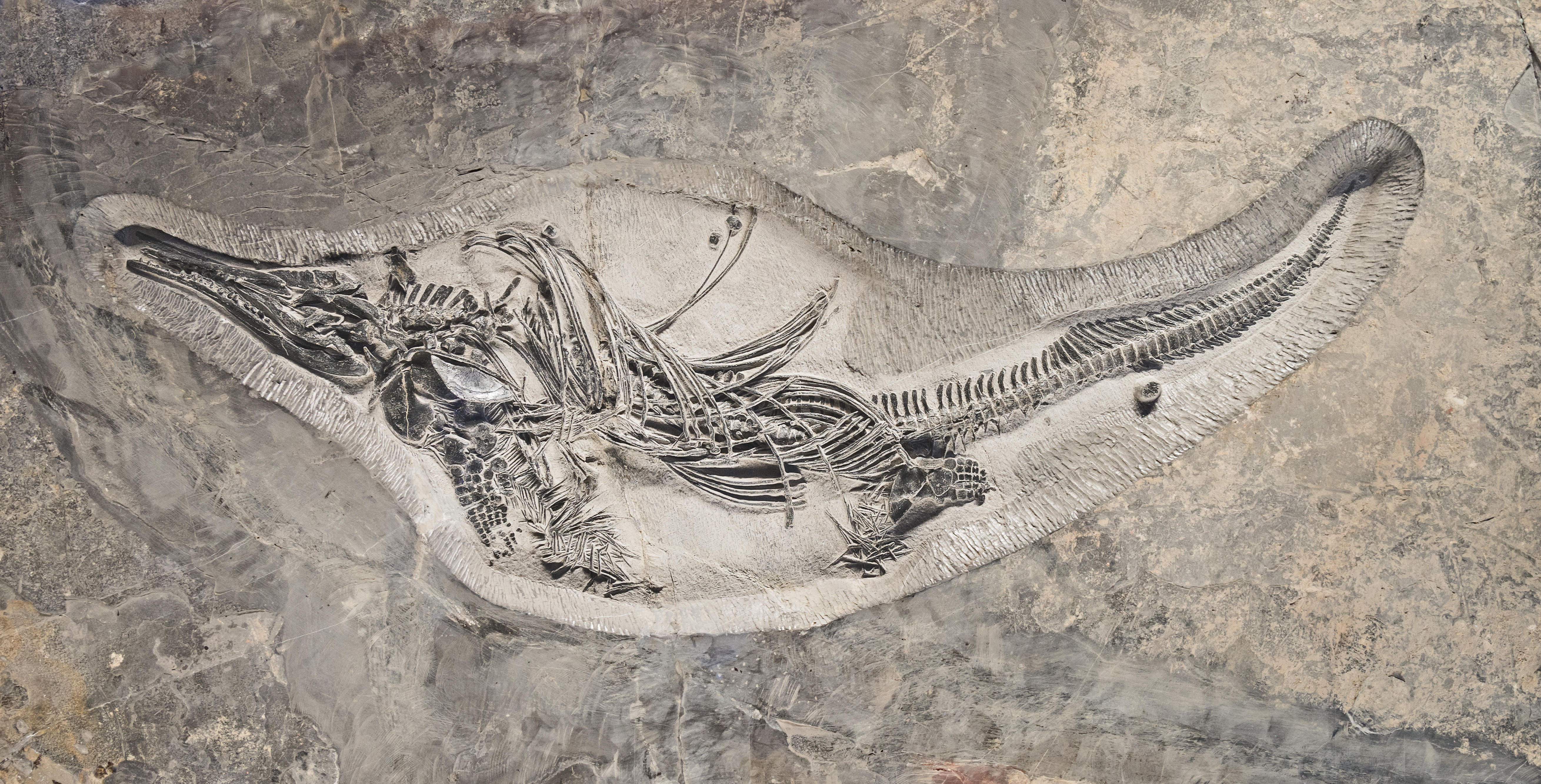
ماهی‌خزنده باراکوداسائورویدس

تریاس میانه به دورهٔ زمین‌شناسی گفته می‌شود که از ۲۴۷ میلیون سال پیش آغاز شده و تا ۲۳۵ میلیون سال پیش ادامه داشته است.

## زندگی
در این دورهٔ به نسبت طولانی موجودات همگن شده با آب و هوای به نسبت گرم و خشک این دوران فزونی یافتند. گیاهان گل دار هنوز وجود نداشتند اما سرخسها و خزه‌ها فراوان‌تر شدند. همچنین دایناسورهای کوچک مانند نیاساسارئوس Nyasasaurus، کیامودوس Cyamodus و... افزایش یافتند.

## نگارخانه

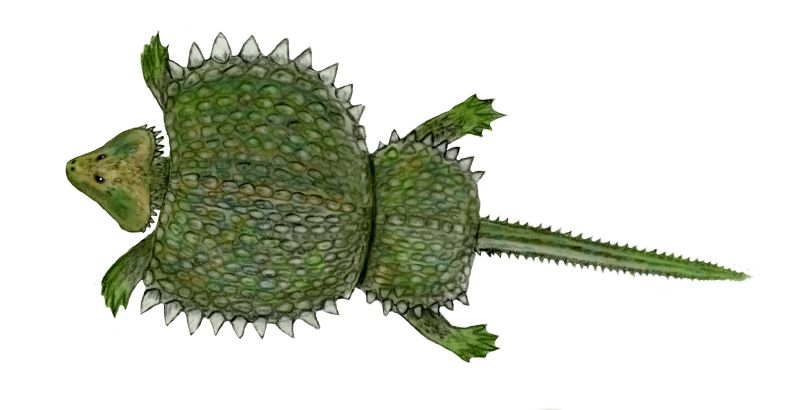
Cyamodus

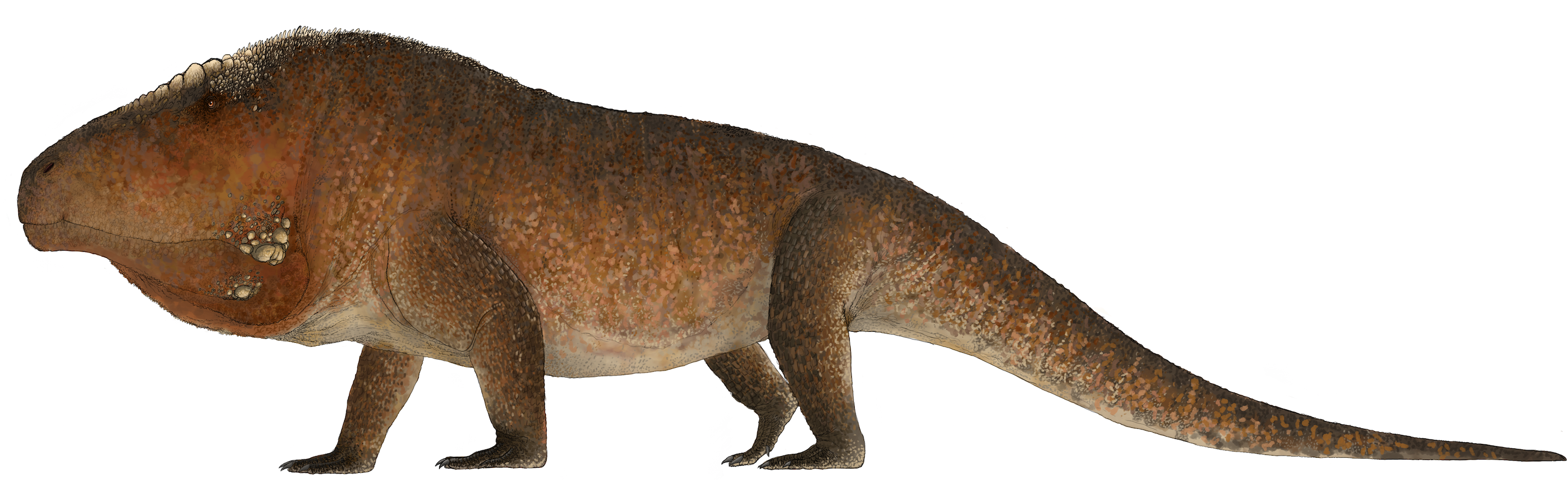
اریتروسوکوس